# عبدالرحیم نوه ابراهیم
عبدالرحیم نوه ابراهیم (زاده ۱۳۳۳، شیراز) رئیس اسبق دانشگاه خوارزمی است. وی دانش‌آموخته دکتری مدیریت آموزشی از دانشگاه ایالتی نیویورک و استاد تمام گروه مدیریت آموزشی دانشگاه خوارزمی است. نوه ابراهیم در تاریخ ۲۷ اسفند ۱۳۹۶ با حکم منصور غلامی وزیر علوم، تحقیقات و فناوری سرپرست دانشگاه خوارزمی شد. وی تا ۲۳ تیرماه ۱۳۹۷ عهده‌دار این مسوولیت بود و بعد از وی عزیزالله حبیبی به عنوان رئیس دانشگاه خوارزمی منصوب شد. هم‌اکنون وی مشاور معاون آموزشی وزارت علوم است.

## سوابق تحصیلی
- دکتری مدیریت آموزشی؛ دانشگاه ایالتی نیویورک – آمریکا ۱۳۷۰
- فوق لیسانس مدیریت آموزشی؛ دانشگاه ایالتی نیویورک – آمریکا؛ ۱۳۶۶
- فوق لیسانس اقتصاد؛ دانشگاه مونت کلیر نیوجرسی- آمریکا ۱۳۵۹
- لیسانس زبان انگلیسی؛ مدرسه عالی ترجمه (دانشگاه علامه طباطبایی کنونی)؛ ۱۳۵۶

## سوابق علمی و اجرایی
عبدالرحیم نوه ابراهیم در حوزه‌های اقتصاد آموزشی، بودجه‌ریزی و مدیریت مالی در موسسات آموزشی و برنامه‌ریزی آموزشی به تحقیق و تدریس مشغول است. وی همچنین از ابتدای انقلاب عهده‌دار پست‌های اجرایی متعددی در نظام آموزش عالی کشور بوده‌است. مهمترین سوابق اجرایی وی به شرح زیر است:
- رئیس دانشگاه خوارزمی (از اسفند ۱۳۹۶)
- رئیس دانشکده علوم تربیتی دانشگاه تربیت معلم (دانشگاه خوارزمی کنونی) (۱۳۹۱–۱۳۸۷)
- رئیس دانشگاه علوم پایه دامغان (۱۳۸۶–۱۳۷۵)